# (18353) 1990 QF9
(18353) 1990 QF9 est un astéroïde de la ceinture principale d'astéroïdes découvert en 1990.

## Description
(18353) 1990 QF9 a été découvert le 16 août 1990 à l'observatoire de La Silla, au Chili, par Eric Walter Elst.

### Caractéristiques orbitales
L'orbite de cet astéroïde est caractérisée par un demi-grand axe de 2,78 UA, un périhélie de 2,46 UA, une excentricité de 0,12 et une inclinaison de 15,38° par rapport à l'écliptique. Du fait de ces caractéristiques, à savoir un demi-grand axe compris entre 2 et 3,2 UA et un périhélie supérieur à 1,666 UA, il est classé, selon la JPL Small-Body Database, comme objet de la ceinture principale d'astéroïdes.

### Caractéristiques physiques
(18353) 1990 QF9 a une magnitude absolue (H) de 13,4 et un albédo estimé à 0,079.